# Famille de Massalia
La famille de Massalia est une famille d'astéroïdes de la ceinture d'astéroïdes intérieure, nommée d'après son corps parent, (20) Massalia. Elle est constituée d'astéroïdes de type S avec de très faibles inclinaisons, chevauchant la résonance 1:2 avec Mars. On connait plus de 6 000 astéroïdes de cette famille.

## Caractéristiques
C'est une famille collisionnelle avérée constituée de (20) Massalia et d'une quantité de petits fragments excavés de la surface de Massalia par un impact. Massalia est de loin le plus grand membre avec un diamètre d'environ 150 km, tandis que le plus grand corps suivant, (7760) 1990 RW3 fait seulement environ 7 km de diamètre. La masse de tous les petits membres est négligeable, moins de 1 % de celle de Massalia. 
La famille est relativement jeune, étant estimée avoir été créée par un impact il y a 150 à 200 millions d'années. Elle a une apparence particulière à deux lobes dans un espace a--e propre, avec un lobe centré sur un demi-grand axe de 2,38 ua, l'autre à environ 2,43 ua, le corps parent Massalia lui-même étant situé entre les deux. les corps des deux lobes tendant à être plus petits en moyenne que ceux de la région centrale. Il a été montré que cette structure a été probablement produite par la lente dérive du demi-grand axe provoquée par les effets Yarkovsky et YORP. Les détails des lobes ont été utilisés pour calculer l'âge de la famille.
Une forte résonance orbitale 1:2 avec Mars croise la famille à 2,42 ua, et apparaît responsable de la « fuite » de certains membres de la famille en dehors de la zone vers des orbites fortement inclinées.
La famille de Massalia ou une récente collision mineure en son sein est peut-être la source de la forte bande de poussières α, l'autre candidat étant une récente collision au sein de la famille de Thémis,.

## Localisation et taille
Les orbites des astéroïdes de la famille ont de très faibles inclinaisons, chevauchant la résonance 1:2 avec Mars.
Une analyse numérique HCM réalisée par Zappalà en 1995, a déterminé un groupe de membres "centraux" de la famille, dont les éléments orbitaux propres se situent dans les intervalles approximatifs :
|     | ap      | ep     | ip    |
| --- | ------- | ------ | ----- |
| min | 2.37 ua | 0.143  | 1.2°  |
| max | 2.45 AU | 0.175* | 1.75° |

*Les membres "centraux" de Zappalà atteignent seulement e=0,170 mais l'analyse d'éléments orbitaux propres plus récents révèle que la famille s'étend jusqu'à au moins e=0,175.
A l'époque actuelle, l'étendue des éléments orbitaux osculateurs de ces membres "centraux" est :
|     | a       | e     | i     |
| --- | ------- | ----- | ----- |
| min | 2.37 ua | 0.124 | 0.4°  |
| max | 2.45 AU | 0.211 | 2.35° |

L'analyse de Zappalà en 1995 trouva 42 membres "centraux", tandis qu'une analyse HCM réalisée par Nesvorný en 2014 a fourni 6424 astéroïdes membres sur la base des éléments propres d'un catalogue de 398000 corps. 

### Liste
| Nom/désignation | Numéro | Demi-grand axe propre (ua) | Inclinaison propre (°) | Excentricité propre | Diamètre (km) | Groupe           |
| --------------- | ------ | -------------------------- | ---------------------- | ------------------- | ------------- | ---------------- |
| Massalia        | 20     | 2.409                      | 1.421                  | 0.162               | 150 (mesuré)  | Membre principal |
| Muchachos       | 2946   | 2.455                      | 1.417                  | 0.166               | 9 (estimé)    | Intrus           |
| Puccini         | 4579   | 2.400                      | 1.392                  | 0.163               | 8 (estimé)    | Membre           |
| Rameau          | 4734   | 2.416                      | 1.359                  | 0.164               | 5 (estimé)    | Membre           |
| Švejcar         | 5031   | 2.436                      | 1.535                  | 0.148               | 7 (estimé)    | Intrus           |
| Hessen          | 5846   | 2.435                      | 0.913                  | 0.163               | 5 (estimé)    | Intrus           |
| 1990 RW3        | 7760   | 2.407                      | 1.465                  | 0.156               | 9 (estimé)    | Membre           |

## Intrus
Plusieurs intrus ont été identifiés, qui partagent les mêmes éléments orbitaux que les véritables membres de la famille, mais ne peuvent provenir de la même collision à cause de différences spectrales (et donc de composition). (2946) Muchachos et quelques autres corps ont été identifiés comme intrus lors d'une étude détaillée de la famille, tandis qu'on a remarqué que (2316) Jo-Ann avait le mauvais spectre par inspection de la PDS asteroid taxonomy data set. Muchachos est beaucoup plus grand que les véritables membres de la famille, en dehors de Massalia.